# Antoine Karam (ur. 1950)
Antoine Karam (ur. 21 lutego 1950 w Kajennie) – francuski polityk socjalistyczny, libańskiego pochodzenia, prezydent Rady Regionalnej Gujany Francuskiej w latach 1992–2010.